# Équipe de Tunisie de volley-ball en 1974
L'équipe de Tunisie de volley-ball dispute en 1974 le championnat du monde au Mexique. Elle termine 18e avec un bilan équivalent à celui de l'édition précédente, en 1970, soit trois victoires et huit défaites.

## Matchs
| Date            | Lieu        | Adversaire       | Score                               | Durée | Compétition | Meilleur marqueur | Référence |
| 13 octobre 1974 | Mexico      | Pays-Bas         | 0-3 (2-15 5-15 6-15)                | -     | CHMPT       | -                 |           |
| 14 octobre 1974 | Mexico      | Mexique          | 0-3 (5-15 7-15 4-15)                | -     | CHMPT       | -                 |           |
| 15 octobre 1974 | Mexico      | Rép. dominicaine | 3-2 (7-15 10-15 15-2 15-4 15-5)     | -     | CHMPT       | -                 |           |
| 18 octobre 1974 | Guadalajara | Canada           | 3-2 (15-10 11-15 13-15 15-13 15-11) | -     | CHMMdc1     | -                 |           |
| 19 octobre 1974 | Guadalajara | États-Unis       | 1-3 (9-15 3-15 8-15)                | -     | CHMMdc1     | -                 |           |
| 20 octobre 1974 | Guadalajara | Venezuela        | 3-0 (15-11 15-9 15-13)              | -     | CHMMdc1     | -                 |           |
| 22 octobre 1974 | Tijuana     | Corée du Sud     | 0-3 (8-15 7-15 11-15)               | -     | CHMMdc2     | -                 |           |
| 23 octobre 1974 | Tijuana     | États-Unis       | 0-3 (12-15 1-15 4-15)               | -     | CHMMdc2     | -                 |           |
| 24 octobre 1974 | Tijuana     | France           | 0-3 (11-15 4-15 9-15)               | -     | CHMMdc2     | -                 |           |
| 26 octobre 1974 | Tijuana     | Chine            | 0-3 (total : 14-45)                 | -     | CHMMdc2     | -                 |           |
| 27 octobre 1974 | Tijuana     | Égypte           | 2-3 (16-14 11-15 15-9 18-20 5-15)   | -     | CHMMdc2     | -                 |           |

CHM : match du championnat du monde 1974.
PT Premier tour
Mdc1 Match de classement (13 à 24)
Mdc2 Match de classement (13 à 18)

## Sélections
Sélection pour le championnat du monde 1974
- Naceur Bounatouf, Ouaiel Bahi, Raja Hayder, Abdelaziz Derbel, Abdelaziz Boussarsar, Samir Lamouchi, Youssef Besbes, Hedi Karray, Raouf Cheikhrouhou, Samir Tebourski, Mohamed Kerkeni, Jamel Zenaidi